# Dendrobium rickscottianum
Dendrobium rickscottianum är en orkidéart som beskrevs av P.O'byrne och Jaap J. Vermeulen. Dendrobium rickscottianum ingår i släktet Dendrobium, och familjen orkidéer.
Artens utbredningsområde är Sulawesi. Inga underarter finns listade i Catalogue of Life.